# Guerra Franco-Indígena

A Guerra Franco-Indígena (1754-1763) foi um teatro da Guerra dos Sete Anos, que colocou as colônias norte-americanas do Império Britânico contra as dos franceses, cada lado sendo apoiado por várias tribos nativas americanas. No início da guerra, as colônias francesas tinham uma população de cerca de 60 000 colonos, em comparação com 2 milhões nas colônias britânicas.  Os franceses em menor número dependiam particularmente de seus aliados nativos.
Dois anos após o início da guerra, em 1756, a Grã-Bretanha declarou guerra à França, iniciando a Guerra Mundial dos Sete Anos. Muitos veem a Guerra Francesa e Indígena como sendo apenas o teatro americano desse conflito; no entanto, nos Estados Unidos, a Guerra Franco-Indígena é vista como um conflito singular que não foi associado a nenhuma guerra europeia.  Os franco-canadenses a chamam de guerre de la Conquête ('Guerra da Conquista').
Os colonos britânicos foram apoiados em vários momentos pelas tribos iroquesas, catawba e cherokee, e os colonos franceses foram apoiados pelos membros da Confederação Wabanaki Abenaki e Mi'kmaq, e pelos Algonquin, Lenape, Ojibwa, Ottawa, Shawnee e Wyandot (Huron).  Os combates ocorreram principalmente ao longo das fronteiras entre a Nova França e as colônias britânicas, da província da Virgínia, no sul, até a Terra Nova, no norte. Tudo começou com uma disputa pelo controle da confluência do rio Allegheny e do rio Monongahela, chamada de Forks of the Ohio, e o local do Forte Duquesne francês no local que mais tarde se tornou Pittsburgh, Pensilvânia. A disputa explodiu em violência na Batalha de Jumonville Glen em maio de 1754, durante a qual milicianos da Virgínia sob o comando de George Washington, de 22 anos, emboscaram uma patrulha francesa.
Em 1755, seis governadores coloniais se reuniram com o general Edward Braddock, o recém-chegado comandante do Exército Britânico, e planejaram um ataque de quatro vias aos franceses. Nenhum teve sucesso, e o esforço principal de Braddock provou ser um desastre; ele perdeu a Batalha de Monongahela em 9 de julho de 1755 e morreu alguns dias depois. As operações britânicas falharam nas áreas fronteiriças da Província da Pensilvânia e da Província de Nova York durante 1755-57 devido a uma combinação de má gestão, divisões internas, batedores canadenses eficazes, forças regulares francesas e aliados guerreiros nativos. Em 1755, os britânicos capturaram o Forte Beauséjour na fronteira que separa a Nova Escócia da Acádia, e ordenaram a expulsão dos acadianos (1755-64) logo depois. As ordens para a deportação foram dadas pelo comandante-em-chefe William Shirley sem orientação da Grã-Bretanha. Os acadianos foram expulsos, tanto os capturados em armas quanto os que haviam feito o juramento de lealdade ao rei. Os nativos também foram expulsos da terra para dar lugar a colonos da Nova Inglaterra.
 

O governo britânico de Pitt caiu devido a campanhas desastrosas em 1757, incluindo uma expedição fracassada contra Louisbourg e o cerco de Fort William Henry; este último foi seguido pelos nativos torturando e massacrando suas vítimas coloniais. William Pitt chegou ao poder e aumentou significativamente os recursos militares britânicos nas colônias em um momento em que a França não estava disposta a arriscar grandes comboios para ajudar as forças limitadas que tinham na Nova França, preferindo concentrar suas forças contra a Prússia e seus aliados que agora estavam engajados na Guerra dos Sete Anos na Europa. O conflito em Ohio terminou em 1758 com a vitória britânico-americana no país de Ohio. Entre 1758 e 1760, os militares britânicos lançaram uma campanha para capturar o Canadá francês. Eles conseguiram capturar território nas colônias vizinhas e, finalmente, na cidade de Quebec (1759). No ano seguinte, os britânicos foram vitoriosos na Campanha de Montreal, na qual os franceses cederam o Canadá de acordo com o Tratado de Paris (1763).

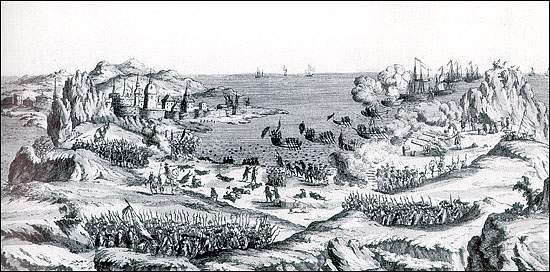
Ataque francês em St. John's, em Terra Nova, em 1762.

A França também cedeu seu território a leste do Mississippi para a Grã-Bretanha, bem como a Louisiana francesa a oeste do rio Mississippi para sua aliada Espanha, em compensação pela perda da Espanha para a Grã-Bretanha da Flórida espanhola. (A Espanha cedeu a Flórida à Grã-Bretanha em troca do retorno de Havana, Cuba.) A presença colonial da França ao norte do Caribe foi reduzida às ilhas de Saint Pierre e Miquelon, confirmando a posição da Grã-Bretanha como a potência colonial dominante na América do Norte.